# Компаративна књижевност
Компаративна књижевност је грана науке о књижевности која се бави упоредним проучавањем књижевних историја и књижевних праваца разних националности.

## Америчка књижевност

### Увод
Америчка књижевност се развија тек четири века и обухвата период кад се у Европи завршавала ренесанса и отпочињало тзв. ново доба у култури које и данас траје, а за које је карактеристично да не постоје периоди који се лако могу идентификовати као што је то било у прошлости, већ постоје непрекидна смењивања покрета и против покрета. Књижевност Северне Америке (САД и Канада) се обично разматра у контексту енглеске и европске литературе показујући како су амерички писци преобразили своје изворе, дали делу национални призвук и допринели обликовању америчког националног идентитета. Ипак, америчка књижевност није само пасивни прималац европске књижевне мисли. Једна од најбитнијих особина америчке књижевности је њен плуралистички карактер. Та разноликост се огледа на подручју језика, етничких група и праваца. Премда је њен највећи део писан на енглеском, постоје и дела писана на другим језицима нпр. јидишу. Затим постоје дела која обухватају различите етничке групе које живе на тлу Америке: Италијани, Јевреји, Азијати (Кинези, Јапанци, Филипинци, Вијетнамци, Корејци итд.), Црнци и нешто мало староседелаца Индијанаца. И најзад, постоје дела која припадају различитим правцима: трансцендентлизму, харлемовској ренесанси, биту, феминистичкој литератури итд.

### Порекло америчких књижевних праваца
Први амерички досељеници искрцали су се на њено тле на самом почетку XVII веку. Они су били различитог социјалног порекла и имали су различите мотиве за долазак у Америку па су се кретали у три различита смера америчког континента и образовали три посебне скупине: државе Нове Енглеске на северу, које су се граничиле са Канадом; државе на југу у које спадају: Вирџинија, Мериленд, Јужна и Северна Каролина и Џорџија; и средње колоније око државе Пенсилваније. На северу је владала оштра клима и земља је била неплодна па су се ту људи бавили углавном трговином и прерађивачким делатностима. Пуританизам је ту био верска и световна снага те се ту развила пуританска књижевност. На југу где је била блага клима и плодна земља постојале су огромне плантаже дувана. На развој те плантажерске културе утицало је и црначко ропство. Власници плантажа држали су у својим рукама већину политичке моћи док су ситни фармери једва преживљавали. Средње колоније насељавале су толерантније космополитске скупине које су имале и праведан однос према Индијанцима у односу на државе Севера и Југа.
Верски, економски и политички списи, уз писма, дневнике и путописе једини су облици америчке књижевности све до проглашавања независности од Енглеске 1776. Тек после проглашења независности јавља се свесна намера да се књижевност изгради на америчком, а не на енглеском искуству. Под утицајем европског романтизма млада нација нашла је у својој средини обиље занимљивих тема: строги пуритански морал, пустоловине дивљег запада, Индијанце, црначко ропство. Многи амерички симболи, као што су кола са арњевима и колоквијална фраза: Go West, Yang man, Go West потичу из овог периода, отприлике прва половина XIX века. Тада пише мајстор авантуристичких прича Џејмс Фенимор Купер (1789—1851) чија су дела Приче о Кожној чарапи и Последњи Мохиканац постала врло популарна у Европи; затим најзначајније перо америчке књижевности свих времена Едгар Алан По (1809—1849), који је у свом кратком животу успео да створи нову симболичку поезију, измисли детективску причу, и приповетке страве и ужаса, као и да положи основе америчкој естетичкој теорији. Отуд Америка заузима прво место у стварању приповетке као књижевне врсте. Поова најпознатија песма је Гавран, криминалистичка прича: Убиство у улици Морг, а од хорор прича Пад куће Ашер. У ово време је писао и Натанијел Хауторн (1804—18664), аутор симболичког романа Скерлетно слово итд. Са индустријском револуцијом, настанком капитализма, развојем грађанске класе, борбом за демократију и приклањањем позитивизму књижевност добија натуралистички и реалистички вид. Тада настају дела чија је тематика верна слика тешких услова живота и протест против економског израбљивања и расне дискриминације. То је отприлике друга половина XIX века. Најзначајнији романописци овог периода су Херман Мелвил (1819—1891), аутор Моби Дика и Хенри Џејмс (1843—1916), аутор Портрета једне леди. А од приповедача ту је један од највећих светских хумориста Марк Твен (1835—1910) - право име Семјуел Ленгхорн Клеменс, рођен у неком месташцу на Мисисипију које се нашло у центру великог сукоба Севера и Југа. Његова држава није била склона ни робовласништву, ни друштву без робова, него је постала средиште експанзије према западу, па је и писац једно време тамо боравио. Твенова најпопуларнија дела су романи Том Сојер и Хаклбери Фин, али је он ушао у књижевност пишући приповетке.
	Наративна америчка поезија није нарочито оригинална. Њен познати представник је Хенри В. Лонгфелоу (1807—1882), творац чувеног епа из индијанског живота Хијавата. Лирска поезија је знатно вреднија и оригиналнија. Оснивач Трансценденталног клуба, Ралф Б. Емерсон (!803-1882) проучавао је грчку и немачку класичну филозофију, као и источњачку мистичну религију што је све обликовало посебну врсту трансценденталног мишљења. Његове песме се одликују оригиналношћу и неконформизмом. Волт Витмен (1819—1892) је први глас градске Америке, изразито демократских погледа. Песме карактерише слободан стил. Најпознатије дело Влати траве.

### Главни токови развоја и основне црте америчке књижевности у XX веку
Током XX века у области књижевности, било је изузетно много праваца, школа и изама, на глобалном нивоу, од којих поједини нису дали ништа значајније историји књижевности осим што су себи сковали неко звучно име. Ипак, неки од тих покрета превазилазе границе регионалног и имају универзално значење. У области америчке књижевности то су представници: изгубљене генерације (lost generation), бита (beat), Тихе генерација (silent generation)и постмодерне.
Изгубљена генерација је име нараштаја америчких младића који су учествовали на ратиштима Европе током Првог светског рата. Њихови мотиви за то учешће су били колико племените природе толико и склоност авантуризму. После рата нису могли да се снађу у Америци која им је постала досадна са својом малограђанштином и склоношћу ка згртању новца, па су се враћали у Европу и одавали се боемском животу. Тематика њихових дела је инспирисана и Првим светским ратом и депресијом 30-их у Америци. Главни представници Ернест Хемингвеј и Скот Фицџералд.
Бит је рођен крајем педесетих. Бит генерација није дала велика дела као изгубљена генерација на коју се ослања. Издваја се Норман Мајлер, писац Голих и мртвих. Манифест бита препознаје се у делима његових зачетника:Урлику од Алена Гинзберга, роману На цести од Кераука и првим песмама Корсо-а. Утицај бита био је огроман на следеће генерације.
Тиха генерација није била баш сасвим тиха, она је урлала против рата у Вијетнаму. Осим Вијетнамског рата доминантна питања ове генерације су грађанска права и легализација дрога као што је LSD. Ту је посебно ангажован Кен Кеси аутор дела Лет изнад кукавичјег гнезда.
Неки сматрају да је романом Квака 22 Џозефа Хелера, из 1961. почео постмодернизам у књижевности. Овај покрет је истовремено и наставак експеримената које су установили писци прве половине XX века и реакција против идеја имплицираних у њиховим делима. Зато је врло тешко прецизно дефинисати постмодернизам у литератури. Померена је граница између праве литературе и кича коришћењем имитација и комбинацијом мултиплих елемената укључујући и теме и жанрове који претходно нису били заступљени у књижевности. Један од писаца америчке постмодерне је и Џон Апдајк.
- Поезија

После 1910. поезија у Америци се креће у два главна правца: имаџисти који су повезани са енглеском и европском поезијом чији су главни представници Езра Паунд, Т. С. Елиот и В. Вилијамс и скуп песника надахнут америчким темама главни представник Роберт Фрост.
- Драмска књижевност

Мелодрама, фарса и музичка ревија били су главни облици америчког театра до краја Првог светског рата. С појавом Јуџина о'Нила (1888—1953) позориште је стекло свог првог великог писца. Он је увео у драму реалистичке ликове и ситуације и трагедију са несрећним завршетком. Такође је експериментисао сценским изразом.
После њега драма постаје богатија и по броју дела и по мотивима. Јавља се имагинативна драма, поетска, политичка, социјална и итд. Значајна драмска ствараоци су:Тенеси Вилијамс, Џон Стајнбек, Артур Милер итд.
- Амерички нобеловци: Синклер Луис, Јуџин о' Нил, Перл Бак, Т. С. Елиот, Вилијам Фокнер, Ернест Хемингвеј, Сол Белоу, Џон Стајнбек, Исак Бешевис Сингер, Чеслав Милош (Пољска/САД), Јосиф Бродски (Русија/САД), Тони Морисон

## Арапска књижевност

### Увод
Арапи су народ семитског порекла који је првобитно настањивао Арапско полуострво, али се доцније шири на север Африке, ка југозападној Азији, Индији, Кавказу и средњој Азији. Подељени су на многа племена. У прошлости су се превасходно бавили номадским сточарством (бедуини), а касније и земљорадњом (феласи). Постојала је и малобројна трговачка класа која је живела у Меки, која је била и верски центар преисламских Арапа. Пошто је Арапско полуострво колевка ислама већина Арапа припада тој религији мада има и хришћана (православни Копти у Египту и католици и Сирији и Либану), па и неких других религија.

### Главни ток развоја и основне црте арапске књижевности
Арапска књижевност је најбогатија и најраширенија семитска књижевност која је утицала на писменост свих арапских народа. Дели се на неколико периода:
- Преисламска књижевност (око 500-622) Углавном је заступљена поезија. Песници номади стварају песме касиде по тачно утврђеном облику. Ти метри су се сачували и у каснијим вековима, а да нису претрпели скоро никакве промене. Песник је имао задатак да слави своје племе, велича његове подвиге у биткама у којима и сам учествује и наруга се непријатељу. Главне карактеристике ове поезије су, ипак, стереотипност и артизам. То је усмена поезија коју су са генерације на генерацију преносили рецитатори (рави). Једна збирка ових песама зове се Муалаке, што у дословном преводу значи обешене (јер су, по легенди, биле исписане златним словима и висиле у храму у Меки и Ћаби).
- Доба ширења ислама и арапске државе (622—750) Из почетка не даје ништа значајније у литератури, тј. представља назадовање у односу на претходни период, јер је Мухамед био непријатељ поезије сматрајући је ослонцем паганизма. После смрти Мухамеда, његове присталице су наставиле освајања земаља и ширење ислама. Заузели су Сирију, Ирак, сасадинску Персију и Египат. Владајућа династија је Умајада. Дамаск је главни град новостворене државе, Медина центар куранских наука, а Мека град ходочашћа и економски центар. Почетком VIII века опет цвета поезија. Главна песничка форма је и даље касида али се из њеног пролога насиба развија и љубавна лирика газел. Тада се отпочиње и са радовима у лексикографији и филологији као и на скупљању старог песништва и Мухамедових предања.
- Класични период (750—1055) је период када династију Умајада замењује династија Абасида која ће владати наредних пет векова. Држава се протеже од Самарканда до Шпаније, а арапска култура апсорбује у себе персијске, индијске и грчке елементе. Арапска књижевност постаје скуп заједничког рада свих исламских народа на арапском језику, па обухвата и Персијанце, Турке, Бербере и др. Абасидска престоница постаје Багдад где је основана и багдадска филолошка школа, а јављају се и други центри књижевности.
- Покласично доба почиње уласком Селџука у Багдад,(1055) а престаје пропашћу Багададског халифата (1258). Долази до опадања стварања вредних књижевних дела и пера.
- Мамелучко доба (1258—1800) карактерише наставак опадања квалитета арапске књижевности, мада је тада формиран коначан облик 1001 ноћи, а створени су и неки популарни романи.
- Ново доба арапске књижевности почиње Наполеоновим походима на Египат и протеже се до савременог доба.

Арапски језик припада јужној групи семитских језика. Свој коначни облик добио је у VIII веку захваљујући Курану, хадису и древној поезији.

### Хиљаду и једна ноћ
Ова чувена збирка прича вуче корене из различитих земаља и народа: старих Арапа, Јермена, старе Индије, Мале Азије, Персије, посебно од династије Сасанида, из старог Египта, месопотамске митологије, старе Сирије и средњовековног арапског фолклора из ере халифата. Данас је преведена на готово све светске језике.
Мада најстарији рукопис датира из 14. века, научници почетке дела, генерално, сврставају између VIII и IX јер се већ тада помиње данас изгубљена персијска збирка индијског порекла Хиљаду прича која је била преведена на арапски као Хазар афсана (око 10. века). То је био подстрек арапским скупљачима да из уста приповедача скупљају низове прича и да им додају приче персијског и грчког порекла, настојећи да саставе збирке које ће дати велики округао број прича. Тако је настала прва верзија Хиљаду и једне ноћи. Последња верзија, каква се и данас публикује, потиче из XV-XVI века.
За све верзије је карактеристична једна оквирна прича о краљу Шахријару и његовој жени Шехерзади, а унутар ње су уметнуте остале. Осим Шехерзаде, у збирци се појављују јунаци који такође приповедају не само своју судбину, него и оно што су чули као посебну приповетку. Тако настају нове приче што композицију чини веома сложеном па неке теоретичаре њен шематски приказ подсећа на лавиринт, неке пак, на концентричне кругове. Пошто Шехерезада цару прича приче да би спасла своју главу, она му сваке ноћи прича само одломак приче, одлажући наставак за идуће вече. Притом нове приче стално одлажу расплет и омогућавају крајњу напетост у ишчекивању како ће се ствар завршити, али коначног расплета нема па се судњи дан стално одлаже.
Тематика прича је разноврсна: историјска, љубавна, еротична; а и жанрови: трагедије, комедије, бурлеске, песме. У причама се јављају митска места и ликови који се мешају са историјским личностима и географским подручјима. Тако се помињу халиф Харан ел Рашид, персијски песник Абу Науз и везир Јафар ел Бармани (сви живели у VIII веку). Најчувеније приче су: Аладинова чаробна лампа, Алибаба и 40 хајдука и Седам путовања Синдбада Морепловца.
Језик дела није негован, чак је помало и нехатан чиме приче одударају од уобичајене арапске посвећености правилима у стварању књижевног дела.
Уз све врлине и мане Хиљду и једна ноћ остаје монументална фреска арапске нарави, а њен утицај на светску књижевност је огроман. Многи писци су насловима својих дела алудирали на 1001 ноћ, такође постоје бројне референце међу Борхесовим причама на ову збирку, а Едгар Алан По је написао и причу под називом Хиљаду и друга Шехерзадина прича у којој описује осмо Синдбадово путовање. Наведеним примерима се не исцрпљује утицај дела.

## Египатска књижевност

### Историја Египта у главним цртама
- Династички период

Око 4000 година пре нове ере у Египту је било око 40 мањих држава тзв. нома. Оне су уједињене у једно царство за време фараона Менеса око 3200 g. п. н. е. Традиционално се историја старог Египта дели на четири периода:
Старо царство (од 3200-2400. п. н. е.) Овај период се завршава VI династијом фараона. То је време када се у Египту зидају чувене фараонске гробнице, пирамиде.
Средње царство (2400—1580. п. н. е.) Ово је период владавине XI и XII династије. Долази до рушења централизоване фараонске моћи. Династије се брзо смењују, а по гашењу дванаесте династије земљу су прегазили Хикси. Они су потчинили област Делте и владали њоме око 150 година, све док их око 1580. нису истерали владари Тебе.
Ново царство (1580—671. п. н. е.) На власт долази XVIII династија која је је подигла нову престоницу Тебу и храм у Луксору, на супротној страни Нила преко пута Тебе. У ово време престаје зидање пирамида. Ново царство су освојили Асирци 671. п. н. е. Ново царство се завршава XX династијом.
Сеиско или позно царство (663—525. п. н. е.) Ово царство је створено ослободилачким ратом против Асираца. То је период од XXVI до XXXI династије. Сеиско царство је 525. п. н. е. освојио персијски цар Камбиз. Персијанци су владали Египтом до 332. п. н. е.
Између ових кључних периода постојали су међупериоди када су владале остале династије.
- Грчки, римски, византијски период

Александар Македонски осваја Египат 333. п. н. е. и на ушћу Нила диже нови град Александрију. Тако настаје хеленистички период у египатској култури. После распада империје Александра Македонског, Египтом влада династија Птолемеја. Египатску хеленистичку државу освојили су Римљани: Октавијан и Август уклонивши са власти Клеопатру која се због тога убила. Римљани владају Египтом од 30. г п. н. е. до 395. н. е. када га освајају Византијци који владају до 640. године.
- Исламски период

Египат 640. освајају Арапи. У доба римско-византијске власти већина Египћана је примила хришћанство, али су под Арапима прешли на ислам. После распада арапске државе, Египат освајају 1171. Турци Селџуци и њихови намесници-мамелуци. Турски султан Селим I прикључио је 1517. Египат Османском царству.
- Француски и британски период

Наполеон је покушао да освоји Египат 1799. Током XIX века Француска и Енглеска се боре за превласт над Египтом, док га најзад 1882. Енглеска не ставља под свој протекторат, иако је номинално турско сизеренство остало и даље. Албанац македонског порекла, Мухамед Али, држављанин Египта, створио је своју војску и у два рата поразио султана и ослободио Египат. Његови наследници су потом отпочели рат са Суданом, али је то довело до стављања Египта под, већ поменути, енглески протекторат 1882.
- XX век

После Првог светског рата, 1922. Енглеска признаје привидну независност Египту. Националистички покрет је натерао Енглеску да 1936. повуче своје трупе из Египта, осим из подручја Суецког канала. Године 1953. Египат је скинуо са власти краља Фарука и прогласио се републиком. Са Сиријом је основао Уједињену арапску републику 1958.. УАР је постојала до 1961, када се Сирија издвојила из заједнице, мада је Египат остао под тим називом до 1971, тј. до смрти председника Насера. Тад је на чело државе дошао Анвер ел Садат. На њега је 6.10. 1980. извршен атентат, од стране исламског екстремисте, па је председник Египта постао дотадашњи вице председник Хосни Мубарак.

### Главни токови развоја и основне црте египатске књижевности
Староегипатска књижевност се развијала у доба четири поменута стара царства док је нова вековима била део арапске књижевности, а тек у XX веку почиње да се развија самостална модерна египатска књижевност настала под утицајем француске и енглеске књижевности, па је XX век дао и једног нобеловца:Нагиба Махфуза.
Историја света почиње проналаском писма, које је било један од првих подвига месопотамске и египатске цивилизације, при чему је Месопотамија имала малу предност. Сматра се да најранији почеци писмености датирају око 5000. г п. н. е., али нам најстрије развојне фазе нису познате, него тек оне после 3000. п. н. е.
Староегипћани су писали тзв. хијероглифима које је дешифровао француски научник Шамполион у XIX веку.
У развоју хијероглифа разликујемо три фазе: 1. сликовно писмо које се састојало од реалистичких слика бића и предмета; 2. хијератско писмо које су претежно користили свештеници па се зове и свештеничко писмо, а састојало се из повезивања сликовне и консонантске компоненте слично данашњим ребусима и 3. демотско писмо или народно писмо које подсећа на савремену стенографију, а састојало се из цртица, кружића и лукова.
Ове три фазе развоја писма прате и три фазе развоја египатског језика: староегипатски, средњоегипатски и новоегипатски чије конституисање одговра првим трима напред наведеним фазама царства, с тим што се новоегипатским говорило до VII века т. ј. до потпадања под арапску власт, када је египатски замењен арапским којим и данас говоре Египћани, док се египатски задржао само као црквени језик Копта и међу неким берберским племенима.
У оквиру староегипатске књижевности разликујемо религијска дела као што су Текстови пирамида, Књига мртвих и Текстови саркофага и световна у која спадају мудросна књижевност, бајке, химне, тужбалице итд.

### Књига мртвих
Књига мртвих је продукт дугог процеса еволуције од Текстова пирамида са зидова гробница из Старог царства до Текстова саркофага, записа из Средњег царства са ковчега преминулог. Сва ова три назива списима су наденули египтолози, научници који се баве староегипатском културом. Све три скупине текстова се састоје из различитих молитви, обредних текстова и магијских формула. Оне су првобитно записиване по зидовима гробница, а касније на ковчезима или на свитку пергамента или папируса који су стављани уз покојника у мртвачки сандук. Њихова сврха је била заштита покојника на мукотрпном путу ка загробном животу. Египћани су веровали у магичну моћ писане речи. Свака амајлија и свака магијска формула требало је да омогући преминулом да стекне бесмртност и да вечно живи после смрти. Отуда је за њихово разумевање неопходно познавање египатске митологије.
Текстови на зидовима пирамида писани су хијероглифима, док су текстови на ковчезима, пошто потичу из каснијег периода, писани хијератским писмом. Испочетка су само поједине текстуалне делове пратиле и вињете, да би у периоду XXI династије текстови у потпуности били замењени вињетама.
Изворно не постоји никаква систематизација тих текстова. Са систематизацијом се отпочиње тек од III међупериода, па се јавља више рецензија. Позната је тзв. Сеиска рецензија где су текстови издељена на поглавља на следећи начин:
Од I до XVI поглавља: преминули улази у гроб, силази у подземни свет, а тело опет задобија снагу, покрет и говор.
Од XVII до LXIII поглавља: акценат је на објашњењима митова и порекла богова. Покојник је опет оживљен па може устати и поново се родити са јутарњим сунцем.
Од LXIV до CXXIX поглавља: покојник путује небом у сунчевој барци као један од блаженопочивших. Увече силази у подземни свет да би стигао пре Озириса.
Од CXXX до CLXXXIX поглавља: пошто је освештан, преминули преузима снагу универзума, као један од богова. Ова поглавља такође укључују разне списе о заштитним амулетима, храни коју покојник једе током пута и тд.

### Световна староегипатска књижевност
У најстарија дела староегипатске световне књижевности убрајају се Поуке Птахотепа и Поука Какемне. Оба спадају у мудросну књижевност. Сматра се да су настала око 3000. п. н. е., али су до нас допрла преко преписа, за које се сматра да потичу око 2500. п. н. е. Циљ поука је био да буду путоказ младићу у вршењу дужности према друштву и богу. Један одломак из Птахетепа гласи: Ако ниси био поштован, а постао си велик; ако си био сиромах, а постао си богат; и ако си постао управитељ града, не буди тврда срца због свог напредовања, јер си постао само чувар ствари које је бог прибавио.(Превод цитата са енглеског превода Б. Станић)
Египатске бајке су најстарији записи бајки на свету. Настале су у доба првог прелазног периода и раног средњег царства. Једна од најстаријих бајки је Сељакова жалба Приче Синухе, Прича о бродоломнику уз још неке бајке и пастирске приче датирају из доба средњег царства. Битне карактеристике ових бајки су једноставност у вођењу приче, психолошка промишљеност ликова и склоност психолошкој мотивацији њихових поступака. Касније у доба новог царства неке од ових особина се губе, прича постаје далеко замршенија, али тада се, у оквиру бајки, формирају бројни познати мотиви светске књижевности. Од бајки из периода новог царства познате су: Спорење Хоруса и Сета, Бајка о двојици браће, Прича о Правди и Кривди и др.
Од осталих световних дела позната су Расправа од живота уморног човека и његове душе из старог царства.
Од песничких дела ваља поменути песме краља Сесотриса и једну химна посвећена Нилу из периода средњег царства. Док су из новог царства најзначајније песничка остварења фараона Аменхетепа IV. Од њега је сачувана једна од најлепших песама старог Египта: Химна сунцу. Из овог доба пронађено је и пет љубавних песама као и епска поема о бици код Кадеша.

## Индијска књижевност

### Увод
Индијско –пакистански потконтинент заузима огроман површински простор на коме живе људи разних националности који говоре око 800 различитих језика. Ти језици се деле у четири веће групе.1. индоевропске, 2. дравидске, 3. мунда језике и 4. тибетско-бурманске.
	Индоевропски језици се даље деле на: а. староиндијски или ведски из којег је касније настао санскрит, б. средњоиндијске у који спадају: пали, пракрт, итд. и в. новоиндијске од којих су најзначајнији:бенгалски, хинду, панџаби, непалски итд.
	На свим овим језицима написана су вредна дела индијске књижевности, али су са аспекта светске литературе најзначајнија она стварана на ведском, санскриту и бенгалском језику.
	Почетком III миленијума п. н. е. у плодној долини Инда на подручју данашњег Пакистана, цвала је напредна градска цивилизација. У то подручје упадају Аријци (Персијанци) око 2500. п. н. е. који са собом не доносе никакав виши облик цивилизације, већ гуше и руше стару. Тако се мешањем староседелаца и придошлица ствара нова култура коју можемо назвати индијском, а која обухвата подручје данашњег Авганистан, Пакистана, Индије и Бангладеш.

### Главни токови развоја и основне црте индијске књижевности
- Књижевност Веда.

Веде су најстарија збирка химни и религиозних текстова. Претпоставља се да су скупљене у X веку п. н. е. Воде порекло из различитих ведских школа, а преносиле су се искључиво усмено. Веда у дословном преводу значи знање. Постоји четири збирке или самхите: Ргведа, Самаведа, Јаџурведа и
Атхарваведа. Од њих је најстарија Ргведа. Сматра се да је настала пре Хомерових епова. То је нека врста антологије од 1028 (по некима 1017) стихова подељених у 10 мандала или кругова. Песме од друге до осме мандале приписане су разним песницима, мудрацима и видовњацима.
- Средњи период старе индијске књижевности

Овај период обухвата епска дела од којих су најзначајнија Махабхарата и Рамајана
Махабхарата
	Мада се Махабхарата или Велика историја Бхарата убраја у епска дела, она заправо представља читаву књижевност једног времена, укључујући историјску хронику, филозофске трактате, митове, легенде итд. Тема дела узета је из времена индијске експанзије са севера у централну Индију, а радња се врти око замршених пустоловина врле полубраће Пандава и Каурава. На главну причу се надовезује читав низ епизода из живота других ликова. Код нас је познта прича о краљу Налу.
Веома битан део епа је филзофска песма Бхавадгита која држи врхунац драмске радње кроз осамнаест књига - осамнаест дана одлучујућег сукоба.
	Махабхарата је настајала између IV веку п. н. е. IV и века н. е. и садржи све развојне фазе санскрита свог времена. Њени делови су, дакле, састављени у различито време, а неки су постојали и пре него што су ушли у оквир епа.
Рамајана
Тема Рамајане обрађује догађаје из доба похода Индијаца на Цејлон, а радња њених седам књига говори о доживљајима краљевског пара Сите и Раме који представља идеал брачне љубави. Рамајана је далеко краћи еп од Махабхарате, која, заправо, садржи у себи целу причу Рамајане. Испрва, то је био једноставан еп, дело једног песника, по легенди Валмикија. Међутим, Рамајана се развијала између III веку п. н. е. и III века н. е. па су је многи песници поправљали и допуњавали док није достигла енормне размере, а главни лик Рама се од људског бића претворио у инкарнацију бога Вишне. Рамајана је прво индијско дело писано у стилу кавија (kavya) чије су карактеристике, углађеност, формална савршеност и висока образованост. Па се за писање, али и читање дела у стилу кавије захтева надпросечна ерудиција.
- Златно доба старе индијске књижевности

Златно или класично доба старе индијске књижевности пада у време краљева из династије Гупта из Канауџа. Најзначајнија дела овог доба су драме, које су обично извођене на владарским дворовима и у себи садрже два карактеристична лика, Видушака и Вита, будалу и ленштину. Свој врхунац, књижевност овог периода, достиже у I веку у делу лиричара и драматичара Калидасе, који је национални понос Индије и индијски Шекспир.
	О животу Калидасе постоји мало података, али зато о њему говоре његова дела. Ремек-дело његове лирике је Облак гласоноша (Мегхадута). Индијци ово дело убрајају у еп, но оно је то само по форми. По садржају је то елегијска лирска поема од око 120 строфа. Тема песме, раздвојеност двоје који се воле је врло честа у индијској литератури, али се у Калидасиној песми први пут јавља мотив облака који носи поруку.
	Од Калидасе су остале три драме:Љубав Маловике и Агни, Урваси и Сакунтала (Изгубљени прстен). Калидасино дело карактерише, одмерен језик, богат речник, одлично познавање природе, психологије и географије. Грађу црпи из митологије и из епова.
	Осим Калидасиних чувене су и Бхавабхутијеве драме:Последња прича о Рами и Огрлица. Бхавабхути је последње велико име драмске кавије.
	У Индији је негован и један посебан вид литературе: басне и приче са моралним и религиозним параболама и наравоученијима. Најчувенија таква збирка је Панчатантра или Пет књига. Из овог дела, преко старогрчке, арапске и још неких књижевности многи мотиви су прешли у приповетке европских народа, па их налазимо у Езоповим баснама, Бокачовом Декамерону, у бајкама браће Грим, код Лафонтена и нашег Вука Караџића, али их највише има у арапским причама из 1001 ноћи.
- Савремена индијска књижевност

Најзначајнија дела савремене индијске књижевности су лирске песме, романи и драме индијског нобеловца Рабиндранта Тагоре. Писао је на бенгалском и енглеском језику, а посебна вредност његове литературе представља чињеница да је кроз своје дело успео да да истинску синтезу Истока и Запада те због универзалних вредности свог дела буде признат и омиљен у целом свету.

## Јапанска књижевност

### Главни токови развоја и основне црте јапанске књижевности
Своје, писмо, књижевност, уметност, религију и филозофију Јапан је у почетку формирао под јаким утицајем Кине.
- Најстарији период у Јапанској књижевности зове се Јамато(Јапан). Он је трајао, отприлике до VI века када у Јапан продире будизам који значајно утиче на његове примитивне установе. У том првом периоду, почевши од V века, развијала се јапанска усмена поезија која је касније скупљена у збирку Мањошу која садржи 4500 стихова.
- Период Нара обухвата раздобље од 710-784. године. У овом раздобљу долази до све већег усавршавања јапанске поезије коју карактеришу три песничка облика, танка или вака (јапанска песма, мијика ута-краћа песма и нага ута- дужа песма.
- Период Хејан се протеже од 794 - 1185. Нара и Хејан су некад биле царске престонице. Хејан (Мир и сигурност), је данас Кјото. Двор је био центар културних збивања, a њихови главни носици дворска аристократија. Период Хејан се сматра класичним златним добом јапанске књижевности. Око VIII јављају се прва прозна дела. Јапанска проза развила се у X веку до највишег степена, а најзначајнији аутори биле су дворске даме. Једна од њих Мурасаки Шакибу (живела отприлике између 978-1031) написала је врхунски роман класичног Јапана Генђи моногатори (Књига о принцу Генђију).
- Период Камакура (1185—1332) назив потиче од града где је била смаштена војна управа. То је период ратова и немира не јапанском тлу па код прозних текстова преовлађују историјска дела и приповетке са ратном тематиком. Из тог периода потиче и израз камиказе-божански ветар за тајфун који је помогао при уништењу непријатељских бродова. Ово је време када слаби утицај будизма, а јача утицај зен будизма који својом снагом, оштрином, неинтелектуалним приступом и чистоћом постаје религија и филозофија ратничке елите.
- Период Намбо Кучо и Муромачи пада између 1332. и 1603. године. У шеснаестом веку јавља се нов песнички облик, кратка песма од 17 слогова хаику - која се данас сматра највећим доприносом јапанске књижевности светској литератури. Хаику се развио из песничке врсте познате под називом ренга. Ренга је уланчана песма коју компонује низ аутора од којих сваки ствара само по једну строфу. Хаику је настао из почетне строфе ренга, а свој пуни процват, сјај и величину достигао је тек у XVII веку у периоду Токугава. Најчувенији песник хаику поезије је Мацуо Башо (1644—1694). Он је у поезију увео обичне ствари и свакодневни језик, али је та једноставност варљива па је за разумевање те поезије веома важно познавање зена. Један Башоов стих гласи:

На голој грани
шћућурен чучи гавран-
јесењи сумрак.
Посредно или непосредно упућивање на годишње доба такође је битна карактеристика хаику поезије.
У ово време, тачније у периоду Муромачи, и у позоришту се јавља један нови род. То је драма но. Она је настала из религиозних игара старијих времена. У драми постоји хор, а глумци су маскирани. Драма но кратко траје, па се обично игра по неколико у једној представи, док се између њих изводе шаљиве игре-киоген. И за разумевање ове драме неопходно је познавање зена. Целокупни опус драме но, око 250 дела, са ретким изузецима написали су драматичари Канами, Сеами, његов син и неколико ближих рођака.
- Период Едо или Токугава. Јапанска престоница се најзад, преселила у Едо данашњи Токио те ту између између 1603. и1608. настаје нов период у јапанској књижевности. Долази до знатног слабљења кинеског утицаја, а књижевност се шири међу свим слојевима становништва, па и тематика постаје разноврснија. У XVII и XVIII веку веома је популаран вид романа шаребон или књиге уживања са ласцивним садржајима, па се у XIX веку као реакција на такав роман јављају нинџобони или књиге људских осећања. Међутим, за овај период јапанске књижевности најзначајнија је појава две врсте театра Јорури-позориште лутака, које играју уз пратњу гитаре и кобуки-који такође приказује комаде са игром и песмом, а основала га је нека свештеница. Најчувенији писац текстова за ова позоришта је Чикамацу Монзаемон
- Чикамаца Монзаемон

Чикамацу Монзаемон(1653—1724) је познат као јапански Шекспир.
Чикамацује написао 98 драма од којих се неке и данас изводе. Његов се опус тематски грана у два правца: историјску драму и драму са догађајима из свакодневног живота. Иако се историјске драме базирају на историјским догађајима, оне обилују елементима фантастике којима писац жели да изазове неку врсту логичког апсурда. Главна пак, тема драма из свакодневног живота је самоубиство из љубави што је било честа појава у јапанском друштву тог времена.
После 1868. Јапан постаје отворенији за сарадњу са странцима те и у област књижевности продире европски утицај. Тако је XX век дао и два нобеловца Јасунари Кавабата и Кензабуро Ое

## Кинеска књижевност

### Увод
Раздобља у кинеској историји традиционално носе називе по владајућим династијама. Према предању први почеци писмености у Кини везани су за период владавине цара Хуанг Ти (Жути цар), који је живео око 3000. п. н. е. Из II миленијума п. н. е. потичу разне верске песме и списи као и кинески лунарни календар и записи Ји ђинга на корњачевини, а кинески језик овог доба је већ имао готово све одлике као и савремени. То раздобље је познато под називом Шанг Јин. Ипак права књижевност почиње тек у VI веку п. н. е. када је Лао-це реформисао стару веру и утемељио таоизам, а Конфучије, средио целу верску и књижевну заоставштину у пет канонских књига: Ши-чинг, Шу-чинг, Јих-чинг,Ли-ки и Чун-циу.

### Главни токови развоја и основне црте кинеске књижевности
- Класична књижевност

	Ши-чинг или у преводу Књига песама се састоји од 350 песама које су настале отприлике између 1050 и 750. п. н. е. Иако постоје и другачија мишљења, у науци преовладава став да је Конфуције сам извршио избор песама из обимне архивске грађе коју је нашао у царској библиотеци и по библиотекама осталих двораца. Према садржају Ши чинг се дели на 4 дела. Први се састоји од 160 песама различите тематике које воде порекло из петнаест кнежевина. Други и трећи део чине мале и велике оде које су се певале о дворским празницима. А четврти део садржи химне боговима и славним прецима. Песме првог дела представљају најстарији облик кинеске лирике и поседују све особине народног песништва. Теме су узете из свакодневног живота. Има ту жетелачких песама, љубавних, као и песама са мудрим порукама итд.
	У III веку п. н. е. владар Ши оснивач династије Цин подјармљује и уједињује разне кинеске кнежевине и узима назив цар (Shih-huang-ti). За његове владавине почиње изградња Кинеског зида, али је он зарад својих амбиција наредио 213. п. н. е. да се спале сва дела класичне (конфучијске) књижевности, осим књига из области медицине, астрологије и земљорадње.
- Књижевност периода Хан.

Убрзо после своје бескрупулозне наредбе Ши Хуанг Ти умире 2006. п. н. е., те отад па до 220 г. н. е. настаје период династије Хан. Владарима ове династије је успело да спасу већи до класичне књижевности, а Конфучију поврате стари углед. За време династије Хан јављају се прве песникиње у кинеској књижевности, али је најбитнија одлика тог времена продор будизма у Кину у I веку и његов утицај на писану реч.
- Књижевност периода Танг

Четири века после пада династије Хан представљају период великих друштвено-политичких, економских и културних превирања Кине, земља је расцепкана на више држава. Оне се поново уједињују под династијом Танг те од 618-907. Кина постаје једна од најмоћнијих држава света. Тад је обновљен и ''пут свиле'' којим су кинеска свила и остали кинески производи ишла пут источног Медитерана. Ово раздобље је дало највеће и досад непревазиђене кинеске песнике па и носи назив –златни век кинеске поезије. Најчувенији међу њима су Ли По и Ту Фу.
Ли По
Ли По (701—762) је имао веома буран живот. Дуго је лутао је по Кини. Једно време је живео на царском двору цара Минг Хуанга. Касније је учествовао у источној Кини у побуни против једног од његових синова. Имао је репутацију највеће пијандуре међу песницима, а прича се да је и умро тако што је једне ноћи пуног месеца на неком чамцу покушао да загрли месец, па је пао у воду и удавио се. Поезију је почео да пише са петнаест година и написао је 30 томова. Теме његових песама су из свакодневног живота: о вину и пријатељству. Чест мотив тих песама је растанак са пријатељима што га онеспокојава, али и теревенке које му доносе радост и задовољство. Написао је и велики број љубавних песама у којима опева лепоту младих жена, али и тужан живот конкубина и усамљених девојака које чекају момка са ратишта. Као присталица таоистичке филозофије и у природи је налазио инспирацију за своје песме. Ли По је писао на народном језику, а највеће савршенство је достигао у кратким песмама од четири стиха са по седам речи.
Ту Фу
Ли По и Ту фу(712—770) су били савременици и пријатељи. Ту Фу је имао веома тужан живот. Њега су погодиле многе људске невоље. Болест (боловао је од туберкулозе и парализе руке), сиромаштво (породица му је практично гладовала), смрт сина (умро је од глади док је песник боравио на ратишту). Све то је нашло одраза у његовој поезији. Зато се сматра највећим песником социјалне поезије, а његове песме верним сведочанством једног периода историје. У њима има призора са ратишта, говори о присилној регрутацији, о родитељима који су присиљени да продају своју децу да би платили порез итд. Написао је око 1000 песама које се одликују изузетним мајсторством у погледу форме, покаткад на уштрб садржаја.
Осим ова два великана кинеске поезије, Танг епоха је дала још добрих песника па антологија тог доба садржи 50000 песама.
Књижевност периода СунгОвај период се протеже од 960. до 1279.. У XII веку Филозоф Чу Хи је критички обрадио класичне и конфучијске текстове створивши тако неоконфучијски систем који је постао узор кинеске културе и укочио сав даљи развој кинеске књижевности за наредних неколико векова за које време је она давала само компилаторска дела.
Књижевност у доба династије ЈуанОво је доба када Кином владају Монголи и Кублај кан. Она траје од 1279 - 1368. Тада је у Кини једно време боравио и Марко Поло. Између Кине и освајача нема пуно мешања у културном погледу, мада је, како се то често дешавало у историји цивилизација, освојена Кина ипак оставила већи културни траг на освајача. У области литературе, јавља се кинеска драма, а на измаку раздобља и почетку династије Минг и први велики романи. Сматра се да кинески романи воде порекло из средње Азије или из Индије. Пошто кинеска књижевност нема еп у својој баштини то њени романи по функцији и садржају одговарају том жанру. Готово сви постоје у више штампаних верзија и дело су читавог низа писаца и издавача који су столећима мењали изворни текст. Сликање карактера и приказ заплета су шаблонски. Најпопуларнији међу кинеским читаоцима, по многима и најбољи кинески роман, је први роман Проширена историја трију држава, који говори о историјским догађајима из III века. Такође је популаран авантуристички роман који се на кинеском зове:Ши-ху чуан, а у западним преводима је познат под разним именима, а једно од њих је и Сви су људи браћа који је енглеском преводу дала Перл Бак. Овај други роман је нека врста авантуристичког романа са елементима пикарског и фантастике.
Књижевност у доба династија Минг и Чинг: Период династије Минг се протеже од 1368-1644. Кина овог периода се враћа својим традиционалним коренима супротстављајући се монголском космополитизму. После једне сељачке буне на власт 1644. долази манџурска династија Чинг и остаје све до револуције 1911. Неки књижевни теоретичари епохе Минг и Чинг сматрају кинеским класицизмом јер долази до враћања старим узорима, обнављања класичног језика итд. Период од XVI до XVIII века се сматра раздобљем великих кинеских романа. По популарности са старим може се упоредити роман Мајмунски краљ, врло омиљен код деце и роман Чин Пинг Меи, у дословном преводу Злато Ваза Шљива, што су имена три главна женска лика романа. У нашем књижевном преводу назив романа гласи Шљивин цвет у вази од злата. Еротски доживљаји и лакомост за новцем су главна тема романа. Али је најважнији роман овог периода Сан у црвеној соби од Цао Хсуех-Чина. По самом писцу роман се може схватити као будистичко таоистичка алегоријска прича о пролазности и варљивости овоземаљског живота. То је огромно дело на близу 4000 страна, издељених у 24 књиге, од око милион речи.
Што се тиче мањих приповедака оне су биле јако омиљене у Кини, а две најпопуларније збирке су: Чудне историје старог и новог доба која садржи 40 прича из епохе Минг и Необичне забелешке из пишчеве собе од Пу Сунг Линга из XVII века.	Крајем XIX и почетком XX столећа на кинески језик су преведена многа дела западне књижевности, а Чу Хе пише манифест књижевне револуције захтевајући од кинеских писаца да се ослободе традиционалних норми и пишу у свом личном стилу.	Књижевност после Другог светског рата је у духу соц-реализма. Кинеска књижевност, је на самом завршетку II миленијума дала и једног нобеловца Гао Сингђијана.

## Месопотамска књижевност

### Појава и основне црте месопотамске књижевности
Под месопотамском књижевношћу се подразумевају књижевности Сумераца и Акада (Асиро-Вавилонаца), народа који су живели у области између река Тигра и Еуфрата (данашњи Ирак). Отуд и долази сама реч месопотамија која на грчком значи међуречје.
У Месопотамији су се смењивали народи, културе и владари. Сумерци, један од најстаријих античких народа, доспели су на то подручје у V миленијуму п. н. е. и основали читав низ градова-држава. У III миленијуму п. н. е. у подручје Сумераца продиру семитска племена из Сирије и учвршћују своју власт. После дуге и жилаве борбе да задрже власт Сумерци коначно нестају, али су се њихов језик и писмо сачували у Вавилонији у религиозним и правним списима. Акадски цар Саргон I је основао прву већу државу у Месопотамији, док је Вавилонија држава коју је основао Хамураби између 1792 и 1750. године п. н. е. Иако у језицима Сумераца и Акада постоје разлике, њихове књижевности повезује слична основа у култури, религији и инспирацијама текстова. Књижевни текстови су се писали само ради похвале краљевима или за њихову забаву. Писани су на глиненим плочицама клинастим писмом чији су творци Сумерци. Постојали су и писари који су преписивали ова дела ради вежбе или за своју личну приручну библиотеку. Између XIII - VIII. века п. н. е. земља је постепено потпадала под власт Асираца, племена која су живела на северу Месопотамије, у горњем току Тигра. Сматра се да су Асирци били за Сумерце, оно што су Римљани били за Старе Грке. Асирски краљеви су оснивали библиотеке на својим дворовима од којих је најчувенија Асурбанипалова у Ниниви из VII века п. н. е., а састоји се из 22000 плоча. Данас се чува у Лондону у Британском музеју.
Клинасто писмо је одгонетнуто тек почетком XIX века, прво делимично од стране немачког професора класичних језика Георга Фридриха Гротефенда, а затим потпуно, чему су свој допринос дали енглески научник и дипломата сер Хенри Ролинсон, Француз Бирнуф и Немац Ласен.
Вавилонско-асирска култура је имала велики утицај на грчку класичну образованост. Њеним златним периодом се сматра доба владавине Хамурабија. Били су заступљени скоро сви књижевни родови изузев драме, али најпревођенији па отуд и најпознатији широј јавности од свих дела ове културе су епови.

### Еп о Гилгамешу
Еп о Гилгамешу је најстарији спев на свету. Не зна се тачно време његовог настанка, али се зна да је прво настао на сумерском. Од тога су, нажалост, сачувани само одломци појединих песама. Верзије на вавилонском су настале око XVIII века пре н.e., а као целина је састављен између 1600 i 800. п. н. е. За разлику од осталих спевова те цивилизације био је познат не само по својим почетним стиховима, него и по наслову:Ишкар Гилгамеш(Низ о Гилгамешу).
Еп описује животни пут и смрт главног јунака Гилгамеша. Радња је подељена на дванаест поглавља (плоча). Попут Гилгамеша који је човек  бола и радости и само дело се може поделити на ведри и тужни део. Првих 6 плоча описују срећне доживљаје из Гилгамешове младости:борбе из којих увек излази као победник; у 5. певању убија Хумбабу чувара шуме богова, у 6. Небеског бика (неки то тумаче као победу добра над злом). У истом певању му се удвара сама богиња плодности Иштар. Енкиду, његов искрени пријатељ га прати у борбама. А кад њих двојица јашу кроз град сви су задивљени њиховом лепотом. Али у 7. певању Енкиду, пошто је сањао ружан сан, пада у грозницу. Од тада, па до краја епа Гилгамеш постаје човек туге.
Еп обилује описима Гилгамешових емоција. Иако је дело написано пре неколико хиљада година, туга због изгубљеног пријатеља и свесност неиспитане загонетке смрти осликани су на начин који је веома близак савременом човеку (превод стихова Станислав Препрек):
Како да се изјадам
Пријатељ кога волим
Постао је земља.
Енкиду, мој пријатељ,
Постао је као блато земље!
Зар нећу и ја морати да се смирим као он
И да не устанем довека?
Централна тема епа је страх од смрти и трагање за бесмртношћу. Енкиду умире у 8. певању. Гилгамеш полази на дуго и мучно путовање да би пронашао живот, али све је узалуд. На свом путу он долази пред капије Сидури Сабиту, богиње стабла живота, која му каже да је његово трагање узалудно, јер кад су богови стварали људе, смрт су одредили за њих, а живот за себе. Сидури саветује Гилгамешу да се радује и ужива у животу, музици, женама, деци, слави краља и јунака. Гилгамеш потом, одлази код свог праоца Утнапиштима, који је био смртан човек, али је доживео потоп и стекао бесмртност. И Утнапиштим му каже исто што и Садури Сабиту. Саветује му да се не љути и не јадикује. Богови и људи имају различите судбине. Човеку није дат вечни живот. Ипак на растанку, Утнапиштим каже Гилгамешу да у слатководном мору живи трска под именом старац опет постаје млад коју ако успе да пронађе и храни се њоме, наћи ће младост и вечни живот. Гилгамешу успева да убере траву, али нажалост, док се на свом путу освежавао у води неког хладног језера, поједе му је змија која је осетила мирис траве.
У 12. певању описан је Гилгамешов силазак доњи свет. То је честа тема многих митова и епова светске књижевности. Свуда је свет мртвих мрачан и невесео. По повратку у своју престоницу Урук, Гилгамешу бог Еа (бог дубине) омогући да сиђе у подземни свет и види Енкидуову сен. Сврха и овог Гилгамешовог путовања је, да се избегне типична људска судбина. Али и та мисија остаје безуспешна. Гилгамеш тражи од свог пријатеља да му објасни закон земље коју је видео, али га Енкиду одбија рекавши да кад би му то рекао, он би заплакао. После тога Гилгамеш се враћа у свој дворац и умире.
Ипак, ако човек не може да доживи физичку бесмртност, може да доживи духовну зато Гилгамеш све своје доживљаје од 1. певања записује клинастим писмом на глиненој плочици.
Слава Епа о Гилгамешу заснива се и на чињеници да је у њему садржана и прича о потопу испричана у 11. певању. Када Гилгамеш пита Утнапиштима како је доспео у скупштину богова и добио бесмртност иако је и сам смртан човек, он му поверава тајну тј. прича причу која је готово идентична опису потопа у Библији.
Богови су у епу подвргнути оштрој критици:једном су индиректно упоређени са псима, а у другом случају са мувама. Присутна је и мисао о божјој неправедности.
Поред Књиге о Јову и Књиге проповедника дело се сврстава у најпесимистичније у светској литератури.

## Персијска књижевност

### Кратка историја Ирана
Персија је стари назив за Иран и био је у употреби до 1935. године, мада се он односи само на јужни део државе тј. покрајну Персис или Фарс у оригиналу. Док назив Иран у преводу значи земља Аријаца. До VII века п. н. е. Персијанци су живели у племенским заједницама и имали родовско друштвено уређење. Прву државу на Иранској висоравни Медију, основао је Кијаксар, ујединивши западноиранска племена. Средином VI века п. н. е. ујединила су се и источно-иранска племена под Киром. Кир је освојио и Медију и тако ујединио целу Иранску висораван. Потом је освојио државу Креза тј. Ново вавилонско царство и најзад је Месопотамију, Сирију, Палестину и Феницију. Његов пак наследник Камбиз је освојио Египат. За време Камбизовог ратовања дошло је до расула у царству. Он је умро 521. год п. н. е., а наследио га је Дарије, један од кнежева из побочне династије. Дарије је био енергичан владар и храбар ратник који је средио и неприлике у самој држави и освојио нове просторе: Тракију на Балкану, Скитију у Украјини, Пенџаб у Индији. За његове владавине преантичка Персија је била на врхунцу своје моћи. Тад је дошла под снажан утицај месопотамске културе усвојивши и месопотамско писмо. Дарије је покушао да освоји и Грчку водећи чувене грчко-персијске ратове, али је у бици на Маратону претрпео пораз. И његов наследник Камбиз је претрпео поразе од Грка у чувеној бици код Саламине итд. Ослабљену ратовима и унутрашљим немирима Персију је освојио Александар Македонски 331. године п. н. е. Грчка власт у Персији је кратко трајала. Персију потом освајају Парћани. Од Парћана се Персијанци ослобађају под династијом Сасанида и обнаљају своје царство. У VII веку, Персију освајају Арапи и тада у државу продиру ислам и арапска култура, док се робовласништво замењује феудализмом. У X веку Персију освајају Турци Селџуци те владају њоме до XIII века, када царство пада под власт Монгола од којих се ослобађа у XV веку. У XVIII веку царска Русија води низ ратова против Пресије и одузима јој пределе око Каспијског језера и Кавказа, а у XIX веку пошто су откривени богати извори нафте на том простору, почео је да се осећа све јачи утицај Велике Британије која ту пласира свој капитал. После Октобарске револуције, СССР 1921. признаје независност Персије. Тада је на власт дошао Реза Кан и прогласио се за шаха под именом Реза шах Пахлави. Њега је наследио његов син Мохамед Реза. Међутим, после Иранске револуције 1979 краљевство је замењено исламском републиком. Последњи шах је умро 1980. у Каиру, а његов син живи данас са породицом у Америци.

### Главни токови развоја и основне црте персијске књижевности
О почецима Персијске културе не постоје писани историјски извори. Од свог настанка па до VII века нове ере историја Персије је била везана за династије које су њоме владале: Ахемениде (доба Кира, Камбиза, Дарија..., 558.-330. п. н. е.). То је период старо-персијске књижевности. Средњоперсијска књижевност пада у време династије Араскида (доба Парћана, 247. п. н. е. - 226. године н. е.) и династије Сасанида (226—652). А са почетком исламизације персијске територије настаје новоперсијска књижевност која траје до данашњих дана.
Главна карактеристика персијске националне традиције је дуалистичка концепција света на чије формирање су утицале географске одлике подручја и политичко-друштвене прилике. А дело које је прво афирмисало дуализам кроз супростављање два ентитета у универзуму је Авеста, збирка верских текствова у духу зороастризма. Зороастра (грчки Заратхустра) је староперсијски верски реформатор, један од најзначајнијих у историји религија. Његово учење које представља трансформацију још старије религије маздеизма, помогло је Персијанцима да изграде стриктно организован друштвени систем и високу верску и националну свест. Авеста која, дакле, припада ахеменидском периоду написана је тзв. авестинским језиком (источни дијалекат старопесрсијског језика).
Од осталих дела писаних староперсијским језиком познати су тзв. натписи, који дају податке о краљевима, а писани су клинастим писмом на тешко доступним стенама. Један од најчувенијих натписа је Повеља из Персеполиса, која даје податке о Дарију. Када је Александар Македонски освојио Персију грчки постаје службени језик царства, а потиснут је и зороастризам. У доба Арсакида и Сасанида користи се средњоперсијски језик који се развио из староперсијског. Књижевност овог периода се зове средњоперсијска или пахлавијска што потиче од речи партски. Мало се зна о персијској књижевности у доба Арсакида, али се претпоставља да је велики део онога што се приписује периоду Сасанида настало још у доба Араскида. Књижевност у доба Сасанида састоји се углавном из дела верског карактера и неколико световних текстова. Најзначајније верско дело ове књижевности је Денкарт, енциклопедисјског је карактера и представља синтезу читавог верског и културног опуса из доба Сасанида.
Већина дела средњоперсијске књижевности су сачувана захваљујући арапским преводима у новоперсијски језик. Асимилација исламске културе и превођење дела старе персијске класике довело је до обимног развоја новог књижевног језика и нове књижевности која је у бити почивала на персијском наслеђу, али је била исламизована.
У доба Селџука (X-XIII век) царством влада династија Газневиди. Султан Махмуд и његови наследници били су велики љубитељи поезије и мецене песника. По предању на Махмудовом двору је живело чак 400 песника. Тада је живео и писао и један од највећих епских песника персијске, па и светске књижевности, Фирдуси.
ЕпНајзначејнији песник персијске епске поезије је Фирдуси.
ФИРДУСИ
Право име песника је Абулкасим Мансур, рођен је у околини Туса, а живео је, отприлике, између 934. и 1020. Свој еп Шахнама или Књига краљева песник је писао 20 година. Дело има преко 50.000 дистиха са римама у једанааестерцу и спада у највећи еп у светској књижевности који је спевао један човек. Шахнама обухвата све догађаје из персијског митског, легендарног и историског доба од настанка света до пропасти династије Сасанида и арапског освајања Персије, са многим лирским дигресијама. У основи епа налази се песникова концепција о вечној борби светлости и мрака, које персонификују Персијанци и Туранци (Турци). Интерсенатно је да не постоји главни протагонист дела, већ је то сам персијски народ у својој вековној борби за слободу, па отуд не постоји ни јединство радње дела, већ јединство политичке идеје.
Кад је завршио еп Фирдуси, га је уз посвету предао султану Махмуду. Већина песника тог доба били су панегиричари тј. писали су по наруџби славећи владара и били награђивани за свој рад. Фирдуси је за своје дело добио врло скромну награду јер оно, ипак, велича борбу Персијанаца, док је цар био пореклом Турчин (народ који у делу представљају Туранци). Прича се да је разочарани Фирдуси тад испевао против шаха неку сатиру и тиме му се страшно замерио па је морао да побегне из Газне, где је био двор, у Багдад. Тамо је написао свој други еп Јусуф и Зулејха којим је додуше увео у персијску књижевност нови род-романтични еп, али којим није достигао исти песнички ниво као у Шахнами. Отуд неки књижевни историчари тврде да овај други еп и није његов.
Лирика
Најзначајнији песник персијске лирике је Омар Хајам.

## Стара јеврејска књижевност

### Појава и основне црте старозаветне књижевности
За разумевање јеврејске књижевности и историје веома су значајни налази из феничанског града-државе Угарит, поред данашњег Рас Шамра који дају непосредан увид у писане текстове у Канаану током II миленијума п. н. е. Канаан је била област између УгаритаСирије и Египта (у ствари Палестина). Грци су то подручје називали Феникија. Јеврејска племена почињу да га настањују тек у XX веку пре н.e. док су пре њих ту живела западноазијска семитска племена. Према предању Јевреје је из Месопотамије на ово подручје довео патријарх Аврам. У доба провале Хикса у Египат (око 1700. г п. н. е.) велики број Јевреја се сели у Египат, али у XIII веку п. н. е., после смрти Рамзеса II, под вођством Мојсија, напуштају Египат и преко Црвеног мора се враћају у Палестину. Јединствену државу основали су 1030. п. н. е., а њени први краљеви су били Саул, Давид и Саломон. Ту се развијала култура која је била стециште различитих утицаја:семитских, сумерско вавилонских, хуритских и египатских. Најстарији и најважнији споменик те књижевности је Библија у чијем се саставу налазе стара усмена и писана предања. До нас је допрла у неизворном прерађеном облику јер јој се од њеног првобитног настанка често мењао текст. Библија се састоји из два дела који су настали у различитим периодима јеврејске књижевности и написани су различитим језицима; хебрејским и арамејским је написан „Стари завет“ (XIV-II п. н. е.) а хебрејским (Јеванђеље по Матеју), старогрчким и арамејским „Нови завет“ (I-II века)
СТАРИ ЗАВЕТСтари завет se у нашим преводима Библије састоји из 39 поглавља, док их по јеврејском канону, тзв. Масоретском тексту има 24. Сва та поглавља чине три веће целине: Тора, Н'виим и К'тувим, чији акроним Т'нах представља скраћени назив Старог завета. Тору чини пет Мојсијевих књига. У Н'виим (Пророке) спадају Књига о Исусу Навину, Књига о судијама, I и II књига о царевима као и петнаест књига пророка, али не и Књига пророка Данила. Сва остала поглавља, укључујући и Књигу пророка Данила спадају у К'тувим (Списе), а то су најзначајнија дела са аспекта историје књижевности, као нпр. Књига о Јову, Псалми итд...
У легендама су описани подвизи јеврејских царева Саула, Давида и Соломуна. Од бајки је најчувенија о мудром Соломону и његовој пресуди мајкама које се боре за исто дете из I прве књиге о царевима. Басну често сусрећемо у Библији. Једна од најлепших је Јотамова басна у Књизи о судијама о два дрвета која траже неког да га прогласе за свог цара. Основне песничке врсте у Старом завету су:јуначки епови, химне, молитве, псалми, тужбалице, псалми, љубавне и свадбене песме. Остаци старојеврејског народног епа су заступљени у Девориној песми из Књиге о судијама и причама о Самсону из исте књиге и о Давиду и Голијату из Прве књиге Самуилове. У причама о Самсону и Давиду и Голијату описане су борбе са Филистејима које су се догодиле у II миленијуму п. н. е.
Најчувеније тужбалице су Давидове за Саулом и Јонатаном. Према тужбалицама за људима настале су тужбалице за градовима. Позната је тужбалица за Тиром из Књиге пророка Језекиља.
Лириски елементи су заступљени у Песми над песмама.
Посебни књижевни облик представља мудросна књижевност, а мудрост коју она приказује заснована је на човековом искуству. Ту између осталих спадају и чувена дела Књига о Јову и  Књига проповедника. Најстарији превод старог завета на Грчки зове се Септуагинта и потиче из хеленистичког периода. По предању, у III веку п. н. е., у Александрији, на захтев Птолемеја II Филаделфа, 72 јеврејска научника превела су то дело на грчки.
Најстарији превод Библије на латински зове се Вулгата.

### Хеленистички период јеврејске књижевности
Хеленистички период јеврејске књижевности обухвата литерарно стваралаштво између III века п. н. е. и I века н. е. Као што је хришћанство никло из крила јудаизма и хришћанска књижевност се развила на основама хеленистичке јеврејске књижевности. Утицај грчке културе је био јак и у заједници око храма у Јерусалиму и у крајевима где је живело расељено становништво, нарочито у Александрији. Ту и тад је настала Септуагинта, а у тај период спада и стваралаштво филозофа и историчара Филона из Александрије и Јосипа Флавија.

#### Нови завет
Сматра се да не постоји аутентична верзија Новог завета јер су први следбеници и заступници Исусове вере били претежно неписмени и необразовани људи који су регрутовали Христове присталице, испрва, поред јеврејских храмова. Они нису напуштали јудаизам већ су веровали да се од пророка најављени месија (грчки hristos) већ појавио на земљи у лику и делу Исуса из Назарета. Тако се јављала литература чији је задатак био да брани веровање да је Исус месија, отуд су их и називали апологети или браниоци вере. Та дела су претежно писана на старогрчком, а понешто и на арамејском. Претпоставља се да је Нови завет настао између 50. i 120. године н. е. По својим основним књижевним особинама Нови завет се наставља на Стари завет.
Нови завет се састоји из 27 књига: Еванђеља (4), Дела апостолских (2), Посланица (21) и Откровења Јовановог тј. Апокалипсе.

## Хиспаноамеричка књижевност
Поставља се питање да ли је то књижевност која почиње стваралаштвом Индијанаца пре доласка шпанских освајача или се зачетком сматрају дела која су писали наследници првих освајача, креолци и мешанци. Такође је битна чињеница у одређивању појма хиспаноамеричке књижевности да се ту ради о књижевности двадесетак нација које се служе шпанским језиком и да свака од њих има поред општих обележја и своја посебна национална.
Када су први Шпанци ступили на јужноамеричко тле, Кортес 1519. у државу Астека, данашњи Мексико, а Пизаро 1531. у краљевство Инка, данашњи Перу, били су веома изненађени нивоом културних достигнућа које су тамо затекли. Астеци и Инке су имали врло богату усмену књижевност, а Маје су се служиле и неком врстом сликовног писма. Дела Астека су углавном била религијске природе, док су Инке имале и богату љубавну поезију. Постојале су и школе за учење напамет тих текстова који су се преносили са колена на колено. Ипак, највећи део те литературе је сачуван само у облику шпанских превода.
- Прва дела на шпанском језику у Америци писали су конкистадори. Били су то практично извештаји о освојеним земљама, њиховим обичајима и природним одликама. Постепено су та дела добијала поетски карактер и прерастала у епске песме о Кортесу и осталим освајачима. Ова се дела, ипак, не разликују од дела шпанске књижевности па се још увек не могу сврстати у америчку књижевност на шпанском језику.

Под утицајем европских идеја XVIII века у јужноамеричким колонијама почиње да се јавља жеља за ослобођењем од шпанске власти. То јест одвајања колонија од матичне земље. Дижу се устанци и тад се јављају прве клице хиспаноамеричке књижевности. Књижевност тог раздобља носи печат неокласицизма.
Ратови против Шпанаца стварају погодно тле за развој романтичарских идеја и идеала. Најјачи одјек романтизма био је у Аргентини, Уругвају, Чилеу и Перуу.
- Реализам се јавља у другој половини XIX века са све већим развојем урбаних средина. Главна карактеристика књижевности овог правца на тлу Јужне Америке је приказивање сукоба града као симбола зла и села као симбола добра.
- Натурализам је најјаче дошао до изражаја у Буенос-Аиресу. Да би под оштријом светлошћу изразили право стање јужноамеричке стварности писци напуштају сликовитост.
- Модернизам је први књижевни правац на хиспаноамеричком тлу који има чисто локалне карактеристике. Дакле, ништа шпанско. У прози се првенствено тражи лепота израза, а језик врви од метафора, неологизама и страних речи које се прилагођавају шпанском. Највећи и најутицајнији песник модернизма био је Рубен Дарио (Никарагва)
- Савремену књижевност до средине XX века карактерише разврставање по националним јужноамеричким регијама. Писци откривају и приказују баш оно што карактерише њихову родну груду. Отуд је овај период познат под именом регионализам.
- Књижевност 50-их и 60-их година XX века на тлу Јужне Америке се развија под утицајем надреализма, кубизма, Сартра и Камија, па су њене основне особине: двојако поимање реалности (спољашње и унутрашње); истовремено приказивање стварности из различитих углова и са различитих становишта и суочавање човека са апсурдом бивствовања.
- Одатле се рађају нови видови хиспаноамеричког реализма: фантастични, чаробни и чудесни. Карактеристике првог су освајање стварног од стране нестварног. Кроз дело се стално очекује и најчешће догоди насиље или нешто непредвиђено. У другом виду реализма свет чудесног је у потпуности свет имагинације, нереалан. Док трећи вид реализма представља златну средину између прва два вида, па на крају читалац увек свет нереалног прихвата као стваран. Границе нису стриктно одређене. Дело у коме долазе до изражаја особине сва три вида реализма је Сто година самоће чувеног колумбијског писца и добитника Нобелове награде Габријела Гарсије Маркеса.
- Савремена хиспаноамеричка књижевност је дала изузетна пера и на плану поезије и на плану прозе која су постигла популарност диљем планете. Поменимо само нека: Аргентинац и најзначајнији писац целокупне јужноамеричке књижевности Хорхе Луис Борхес, Парагвајац Кервера, Чилеанац Пабло Неруда, Перуанац Марио Варгас Љоса, Кубанац Карпентиер, Мексиканац Паз, Гватемалац нобеловац Мигел Анхел Астуријас итд.
- Бразилску књижевност на јужноамеричком тлу прате готово идентичне развојне карактеристике као и шпанску хиспаноамеричку књижевност, само што је она писана на португалском језику. Један од најпознатијих писаца бразилске књижевности је Роса.